# Alto Acre FC
Alto Acre FC is een Braziliaanse voetbalclub uit Epitaciolândia in de staat Acre

## Geschiedenis
De club werd opgericht in 2009 als voetbalclub voor de regio Alto Acre die de gemeenten Capixaba, Assis Brasil, Brasiléia, Epitaciolândia en Xapuri vertegenwoordigd. De eerste letters van deze gemeenten staan in het wapenschild van de club. In 2010 nam de club voor het eerst deel aan het Campeonato Acreano. De club eindigde dat jaar vijfde, tot nog toe de beste plaats. In 2017 degradeerde de club.